# Zale exaggerata
Zale exaggerata är en fjärilsart som beskrevs av William Schaus 1914. Zale exaggerata ingår i släktet Zale och familjen nattflyn. Inga underarter finns listade i Catalogue of Life.